# Pardosa nebulosa orientalis
Pardosa nebulosa là một phân loài nhện trong họ Lycosidae.
Loài này thuộc chi Pardosa. Pardosa nebulosa orientalis được Kroneberg miêu tả năm 1875.